# 马科斯·韦特墨
马科斯·韦特墨（Max Wertheimer，1880年4月15日—1943年10月12日）與科特·考夫卡和沃尔夫冈·苛勒一起，是格式塔心理学（或稱完形心理學）的创始人。

## 生平
1880年4月15日，韦特墨出生在奥匈帝国的布拉格一个犹太人家庭，1900年就读于查理大学攻读法律，2年后放弃法律，转学哲学。以后又转入柏林大学和维尔茨堡大学。1904年，韦特墨在屈尔佩的指导下，获得维尔茨堡大学博士学位（拉丁文学位荣誉最优等）。
1910年夏天，韦特墨在从维也纳前往莱茵兰度假的火车上，突然在直觉中对窗外的风景产生的视错觉——似动现象产生了一种理论解释，于是中途在法兰克福下车，留在法兰克福大学进行心理学实验，研究在一定条件下，当两个静止的对象相继在不同的地方出现时，看起来就像在活动的现象，从而始创格式塔心理学。在那里他对知觉发生兴趣。他与两位年轻的助教，沃尔夫冈·苛勒和科特·考夫卡一起进行研究工作。他用速示器（tachistoscope）研究活动图像的效果。1912年，他发表了标志格式塔心理学形成的代表性论文——《似动现象实验研究》，获得讲师职位。 
从1916年到1925年，他在柏林（1922年成为助理教授）。1925年，他回到法兰克福，1929年被评为全职教授。
1933年，纳粹在德国上台，开始迫害犹太人，韦特墨匆忙逃离德国，前往美国，任教于纽约市的社会研究新学校，1943年9月完成《创造性思维》。在《创造性思维》中，韦特墨表达他的支持自上而下加工或整体学习。
韦特墨被公认为是格式塔心理学的创立者之一，性格热情幽默，爱好作诗和作曲。他经常思如泉涌，又擅长演讲和热情的鼓动，但是著述极少。
在完成《创造性思维》三周后，韦特墨逝世于心脏病发。他被埋葬於纽约北郊的新罗彻尔市。